# Paul Stassino
Fédros Stasínos ou Phædros Stassinos (grec moderne : Φαίδρος Στασίνος), né en 1930 à Limassol (Chypre), ville où il est mort le 28 juin 2012, est un acteur chypriote, connu sous le nom de scène de Paul Stassino (parfois orthographié Paul Stasino).

## Biographie
Paul Stassino s'installe en 1948 en Angleterre et étudie notamment à la Royal Academy of Dramatic Art. Ainsi, au théâtre, il joue entre autres à Londres durant les années 1950, par exemple dans Noces de sang de Federico García Lorca (1954, avec Lionel Jeffries et Beatrix Lehmann).
Au cinéma, il contribue à trente-quatre films britanniques (ou en coproduction), les trois premiers sortis en 1957 (dont Intelligence Service  de Michael Powell et Emeric Pressburger, avec Dirk Bogarde et Marius Goring). Son dernier film britannique est Bons baisers d'Athènes de George Cosmatos (1979, avec Roger Moore et Telly Savalas), après lequel il retourne à Chypre. Sur son île natale, sous son nom de naissance, il participe encore à trois films, respectivement en 1991, en 2002 (un court métrage) et enfin en 2006.
Parmi ses autres films britanniques notables, mentionnons Le Visage du plaisir de José Quintero (1962, avec Vivien Leigh et Warren Beatty), Opération Tonnerre de Terence Young (1965, avec Sean Connery personnifiant James Bond et Claudine Auger), ou encore Jeux pervers de Guy Green (1968, avec Michael Caine et Anthony Quinn). S'ajoute le film américain Exodus d'Otto Preminger (1960, avec Paul Newman et Eva Marie Saint).
À la télévision britannique, il apparaît dans quarante-cinq séries entre 1956 et 1972, dont Destination Danger (deux épisodes, 1961), Le Saint (cinq épisodes, 1962-1969) et Jason King (deux épisodes, 1971-1972). S'ajoutent quatre téléfilms britanniques, le premier diffusé en 1956, le dernier en 1961.
Après son retour à Chypre, il se produit dans un téléfilm diffusé en 1990. Suivent quatre séries entre 1998 et 2008 (dernière apparition à l'écran).
Paul Stassino meurt en 2012, vers 82 ans.

## Théâtre (sélection)
(pièces jouées à Londres)
- 1953 : Tobie et l'Ange (Tobias and the Angel) de James Bridie : Asmoday
- 1953 : Second Best Bed de N. Richard Nash : un citoyen
- 1953 : Le Héros et le Soldat (Arms and the Man) de George Bernard Shaw : un officier russe
- 1954 : Noces de sang (Blood Wedding) de Federico García Lorca : le 3e jeune homme / le 2e bûcheron

## Filmographie partielle

### Cinéma
- 1957 : Intelligence Service (Ill Meet by Moonlight) de Michael Powell et Emeric Pressburger : Yani Katsias
- 1957 : Police internationale (Interpol) de John Gilling : un inspecteur des douanes
- 1957 : Aventure à Soho (Miracle in Soho) de Julian Amyes : Paulo
- 1959 : Les Yeux du témoin (Tiger Bay) de J. Lee Thompson : le premier officier du Poloma
- 1959 : Les Étrangleurs de Bombay (The Stranglers of Bombay) de Terence Fisher : Lieutenant Silver
- 1960 : Les Criminels (The Criminal) de Joseph Losey : Alfredo Fanucci
- 1960 : Exodus d'Otto Preminger : le chauffeur-guide à Chypre
- 1961 : Scotland Yard contre X (The Secret Partner) de Basil Dearden : l'homme interrogeant la prostituée Jeanne
- 1962 : Le Visage du plaisir (The Roman Spring of Mrs. Stone) de José Quintero : le coiffeur Stefano
- 1963 : Sammy Going South de Alexander Mackendrick : Spyros Dracandopolous
- 1963 : Les Heures brèves (Stolen Hours) de Daniel Petrie : Dalporto
- 1964 : Les Drakkars (The Long Ships) de Jack Cardiff : Raschid
- 1964 : La Baie aux émeraudes (The Moon-Spinners)  de James Neilson : Lambis
- 1964 : Dernière Mission à Nicosie (The High Bright Sun) de Ralph Thomas : Alkis
- 1965 : Opération Tonnerre (Thunderball) de Terence Young : Angelo Palazzi / Major François Duval
- 1966 : Passeport pour l'oubli (Where the Spies Are) de Val Guest : Simmias
- 1968 : Jeux pervers (The Magus) de Guy Green : Meli
- 1970 : Les Baroudeurs (You Can't Win 'Em All) de Peter Collinson : un major
- 1971 : Meurs en hurlant, Marianne (Die Screaming, Marianne) de Pete Walker : le détective de police portugais
- 1979 : Bons baisers d'Athènes (Escape to Athena) de George Cosmatos : un associé de Zeno

### Télévision
(séries, sauf mention contraire)
- 1959 : L'Homme invisible (Invisible Man), saison 2, épisode 7 Trafic d'armes (The Gun Runners) : Sardi
- 1961 : Destination Danger (Danger Man), saison 1, épisode 18 Chercher la femme (Find and Return : Ramfi) de Seth Holt et épisode 28 Enterrons les morts (Bury the Dead : le capitaine de police) de Clive Donner
- 1961 : Adventure Story de Rudolph Cartier (téléfilm) : le roi Darius
- 1962 : Sir Francis Drake, le corsaire de la reine (Sir Francis Drake), saison unique, épisode 24 L'Espagnol (Gentleman of Spain) : Hassan Bey
- 1962 : Chapeau melon et bottes de cuir (première série, The Avengers), saison 2, épisode 8 Le Décapode (The Decapod) : Yakob Borb
- 1962-1969 : Le Saint (The Saint)
  - Saison 1, épisode 9 Le Pêcheur fatigué (The Effete Angler, 1962) d'Anthony Bushell : Vincento Innutio
  - Saison 2, épisode 10 Les diamants bruts (The Rough Diamonds, 1963) de Peter Yates : Ricco
  - Saison 3, épisode 9 Peine de mort (The Death Penalty, 1964) : Abdul Osman
  - Saison 5, épisode 2 Intermède à Venise (Interlude in Venice, 1966) de Leslie Norman : le prince Ubaldo
  - Saison 6, épisode 18 Le Roi (The Ex-King of Diamonds, 1969) d'Alvin Rakoff : Colonel Rakosi
- 1967 : Alias le Baron (The Baron), saison unique, épisode 24 Un aussi long voyage (Long Ago and Far Away) de Robert Asher : Joaquin Salvador
- 1969 : Les Champions (The Champions), saison unique, épisode 29 Trafic d'armes (The Gun Runners) de Robert Asher : Guido Selvameni
- 1969 : Département S (Department S), saison 1, épisode 8 L'Amnésique (Black Out) de Ray Austin : Flores
- 1971-1972 : Jason King, saison unique, épisode 6 Simple comme bonjour (As Easy as A.B.C., 1971) et épisode 23 Dis-moi qui tu fréquentes (Chapter One: The Company I Keep, 1972) de Cyril Frankel : Capitaine Rizio
- 1972 : Poigne de fer et séduction (The Protectors), saison 1, épisode 1 Chute libre (2,000 Ft to Die) de John Hough : Capitaine Carozza